# Arrest Vermobo/Van Rijswijk
Het arrest Vermobo/Van Rijswijk (HR 29 januari 1993, NJ 1994/172) is een arrest van de Nederlandse Hoge Raad dat betrekking heeft op ongerechtvaardigde verrijking.

## Casus
Van Rijswijk jr. heeft aannemer Vermobo opdracht gegeven om een varkensstal te bouwen op het erf van Van Rijswijk sr., zijn vader.
Maar de zoon kan niet betalen en biedt geen verhaal. Door natrekking is de vader eigenaar geworden van de nieuwbouw. De aannemer vordert de aanneemsom ad f 85.000,= van Van Rijswijk sr. op grond van wanprestatie (Van Rijswijk sr. als mede-contractant), onrechtmatige daad en/of ongerechtvaardigde verrijking. Van Rijswijk sr. heeft een tegenvordering ad f 30.000,= wegens beweerde gebreken aan de stal. Deze tegenvordering is telkens afgewezen en verder niet van belang.

## Procesgang
De vordering van Vermobo is door de rechtbank toegewezen. Het hof heeft de beslissing van de rechtbank vernietigd en de vordering afgewezen. Het cassatiemiddel richt zich onder meer tegen de beslissingen van het hof om de vordering wegens onrechtmatige daad en (dezelfde vordering) wegens ongerechtvaardigde verrijking af te wijzen. Het arrest van het hof is in cassatie vernietigd en het geding is voor verdere behandeling naar een ander hof verwezen.

## Hoge Raad
De Hoge Raad overwoog:

De eigenaar die aan een aannemer toestemming geeft om op zijn grond te bouwen, wordt daardoor nog niet contractueel aansprakelijk tot het betalen van de aanneemsom. Maar de eigenaar handelt onrechtmatig als

(a) hij van de nieuwbouw profiteert en

(b) hij ook van meet af aan heeft geweten dat de opdrachtgever niet zal betalen en

(c) hij toch heeft nagelaten de aannemer te waarschuwen.

Conclusie:

Het recht op een vergoeding wegens ongerechtvaardigde verrijking is afhankelijk van de omstandigheden. In casu is dat de omstandigheid dat Van Rijswijk sr. reeds tevoren wist dat zijn zoon niet zou kunnen betalen, en heeft nagelaten de aannemer te waarschuwen.